# 시트릭스 버추얼 앱스
시트릭스 버추얼 앱스(Citrix Virtual Apps, 구 WinFrame, MetaFrame, Presentation Server 및 XenApp)는 공유 서버 또는 클라우드 시스템의 개별 장치를 통해 마이크로소프트 윈도우 애플리케이션에 액세스할 수 있도록 하는 시트릭스 시스템즈에서 제작한 가상화 응용 소프트웨어이다.

## 제품 개요
시트릭스 버추얼 앱스는 중앙에서 호스팅되는 윈도우 애플리케이션을 설치할 필요 없이 로컬 장치에 제공하는 애플리케이션 가상화 소프트웨어이다. 시트릭스의 주력 제품이며 이전에는 WinFrame, MetaFrame 및 Presentation Server라는 이름으로 알려졌다.
시트릭스 버추얼 앱스 소프트웨어는 시트릭스 가상화 제품을 위한 독점 아키텍처인 FMA(FlexCast Management Architecture)를 사용한다. 전체 데스크톱이 아닌 개별 애플리케이션을 장치에 제공한다. 또한 시트릭스 워크스페이스와 함께 사용되어 완전한 가상 데스크톱 환경의 일부로 앱을 제공한다.
시트릭스 버추얼 앱스를 사용하면 매킨토시 컴퓨터, 모바일 장치, 구글 크롬북, 리눅스 컴퓨터 등 일반적으로 윈도우 애플리케이션을 실행할 수 없는 장치에서 윈도우 애플리케이션을 사용할 수 있다. 반대로, 호환되지 않는 앱을 윈도우 데스크톱에서 실행할 수 있다.
시트릭스 버추얼 앱스는 시트릭스 리시버(Citrix Receiver)를 통해 모든 장치에서 액세스된다. 소프트웨어는 온프레미스 데이터 센터나 퍼블릭, 프라이빗 또는 하이브리드 클라우드에서 제공될 수 있다.